# South Duffield
South Duffield är en by i civil parish Cliffe, i kommunen North Yorkshire, i grevskapet North Yorkshire, i England. Byn är belägen 7 km från Selby. South Duffield var en civil parish 1866–1935 när blev den en del av Cliffe och Wressle. Civil parish hade 159 invånare år 1931. Byn nämndes i Domedagsboken (Domesday Book) år 1086, och kallades då Suddufel/Suddufeld/Suddufelt.